# Lista över BMW-motorer
BMW har använt följande motorer i sina bilmodeller:

## Rak 4-cylindrig
- 1961–1987 — 1.6–2.0 L M10/M12
- 1986–1991 — 2.0–2.3 L S14 för M3 (DOHC)
- 1987–1995 — 1.6/1.8 L M40 (SOHC)
- 1989–1996 — 1.8 L M42 (DOHC)
- 1991–2002 — 1.6/1.8/1.9 L M43 (SOHC)
- 1994–2000 — 1.7 L M41 Diesel
- 1996–2001 — 1.9 L M44 (DOHC)
- 1997–2005 — 2.0 L M47 dieselmotorDiesel
- 2001–2006 — 1.6 L Tritec (JV med Chrysler)
- 2001–2003 — 1.8/2.0 L N42 (Ett International Engine of the Year-utnämningar)
- 2004– — 1.8/2.0 L N46
- 2004– — 1.6 L N45
- 2006– — 1.6 L Prince (JV med PSA)

## Rak 6-cylindrig
BMW är välkända för sina starka och effektiva 6-cylindriga motorer, som suttit i många av företagets mest kända bilmodeller - exempelvis BMW M3.
- 1933 - 1.2 L M78
- 1937 - 2.0 L M328
- 1937 - 3.5 L M335
- 1952 - 2.0-2.1 L M337
- 1968 - 2.5-2.6 L M06 (Med på Ward's 10 Best Engines of the 20th Century-listan)
- 1971 - 2.0-2.7 L M20
- 1976 - 2.5-3.5 L M30
- 1977 - 2.0 L M60
- 1978 - 3.5 L M88/S38 för M1/M5/M6
- 1980 - 3.2 L M102 för 7-serien
- 1983 - 3.4 L M106 för 7-serien
- 1983 - 2.4 L M21 Diesel
- 1985 - 2.0-2.5 L M20
- 1988 - 3.0-3.5 L M30
- 1989 - 2.0-3.0 L M50
- 1989 - 3.0 L S50 för M3
- 1991 - 2.5 L M51 Diesel
- 1994 - 2.5-2.8 L M52 (Två International Engine of the Year-utnämningar)
- 1994 - 3.0 L S52 for M3
- 1998 - 2.5-3.0 L M57 Diesel
- 2000 - 3.0 L M54
- 2002 - 3.2 L S54 (Sex International Engine of the Year-utnämningar)
- 2004 - 3.0 L R6
- 2005 - 2,5-3.0 L N52
- 2007 - 3.0 L N54 Turboladdad

## V8
- 1951 - 2.6-3.2 L OHV V-8
- 1992 - 3.0-4.0 L M60
- 1996 - 3.5-4.4 L M62
- 1998 - 4.9-5.0 L S62
- 1998 - 3.9 L M67 Diesel (Två International Engine of the Year-utnämningar)
- 2001 - 3.6-4.8 L N62 (Tre International Engine of the Year-utnämningar)

## V10
- 2005 - 5.0 L S85 for E60 M5 och E63 M6 (Fyra International Engine of the Year-utnämningar)

## V12
- 1986 - 5.0-5.4 L M70
- 1992 - 5.6 L S70
- 1993 - 5.4 L M73 (En International Engine of the Year-utnämning)
- 2003 - 6.0 L N73